# Pacifische heilbot
De Pacifische heilbot (Hippoglossus stenolepis) is een straalvinnige vis uit de familie van de schollen (Pleuronectidae) in de orde platvissen (Pleuronectiformes), die voorkomt in de Noordelijke IJszee en het noordwesten, het noordoosten en het oosten van de Grote Oceaan (zie verspreidingskaartje). De soort leeft op de bodem van de zee.

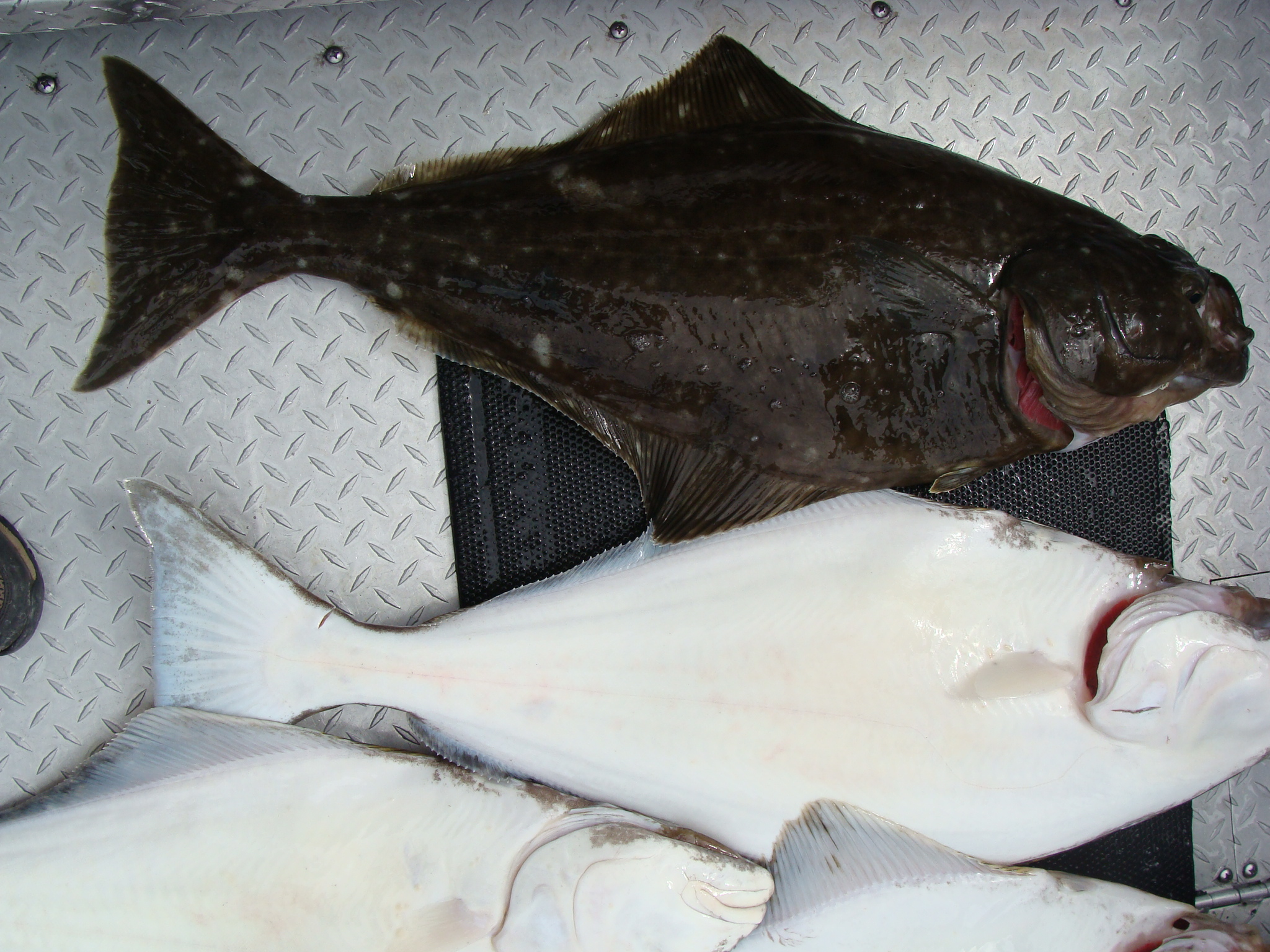
Rechter- (donker) en linkerkant (licht) van de Pacifische heilbot.

## Beschrijving
De heilbot is een platvis die (mits ongemoeid gelaten) een enorme lengte kan bereiken, tot wel 2,58 meter (hoogst geregistreerde gewicht is 363 kilogram). De hoogst geregistreerde leeftijd is 42 jaar.
De ruggengraat van de vis bevat 49 tot 51 wervels. De "rugvin" heeft 90 - 106 en de "aarsvin" 69 - 80 vinstralen.

## Leefwijze
De heilbot is een zoutwatervis die voorkomt op een diepte van 0 tot maximaal 1200 meter. De vis voedt zich hoofdzakelijk met dierlijk voedsel, waaronder andere vissen.

## Relatie tot de mens
De Pacifische heilbot is voor de beroepsvisserij van groot belang langs de westkust van Noord-Amerika, vooral in Alaska. Deze heilbot is ook van belang voor de zeehengelsport. De soort kan worden bezichtigd in sommige openbare aquaria.